# Herb Kisielic

Stary herb Kisielic

Herb Kisielic – jeden z symboli miasta Kisielice i gminy Kisielice w postaci herbu.

## Opis herbu
Herb przedstawia w polu błękitnym orła srebrnego z nimbem oraz szponami złotymi, zrywającego się do lotu z wstęgi srebrnej z napisem „ST+JOHANNES” czarnym. 

## Symbolika
Orzeł symbolizuje św. Jana Ewangelistę. Według Mariana Gumowskiego herb miasta nawiązywać miał do herbu diecezji pomezańskiej, ponieważ biskupi pomezańscy byli właścicielami miasta. W roku 2020 eksperci Komisji Heraldycznej zaproponowali interpretację, wedle której herb miasta nawiązuje do (pierwotnego) patrona kościoła parafialnego w Kisielicach.

## Historia
Na najstarszej znanej pieczęci Kisielic znajdował się półksiężyc barkiem do dołu, z gwiazdą na każdym rogu i z nieokreślonym pionowym przedmiotem pomiędzy dwoma ulistnionymi gałązkami pośrodku. Pionowy przedmiot bywał określany jako maszt zwieńczony zwierzęcą głową. Pieczęć tą odciśnięto na niedatowanym dokumencie z XV wieku. Na chronologicznie następnej pieczęci, znanej jedynie z opisu, pojawił się orzeł stojący na gałęzi drzewa z półksiężycem ponad głową. Na kolejnych pieczęciach, z XVIII-XIX wieku, orła zastąpił pelikan, który na pieczęci z 1808 roku dodatkowo miał nad głową półksiężyc. W XX wieku w herbie miasta ponownie pojawił się orzeł. Wobec zmienności symbolu miasta, jego ujednoliconą wersję zaproponowali heraldycy niemieccy (m.in. Otto Hupp), działający na przełomie XIX i XX wieku. Wówczas też po raz pierwszy zaproponowano barwy herbu - błękitne pole, srebrny orzeł. Jako pierwszy interpretację herbu Kisielic jako nawiązującego do herbu biskupstwa pomezańskiego zaproponował Marian Gumowski w 1939 roku. Badacz w związku z tą interpretacją postulował także przyjęcie dla herbu Kisielic barw herbu biskupstwa, tj. pole czerwone, orzeł złoty. W takim też schemacie barwnym herb był używany przez gminę do 2022 roku, kiedy to, zgodnie z zaleceniem Komisji Heraldycznej, zmieniono jego barwy na historyczne, z początku XX wieku. Aktualną wersję herbu opracowali Kamil Wójcikowski i Robert Fidura. Przyjęto ją Uchwałą nr XXXVIII/309/2022 Rady Miejskiej w Kisielicach z dnia 25 maja 2022 r. w sprawie ustanowienia herbu, flagi, flagi stolikowej, banera i pieczęci Gminy Kisielice.